# Nursia hamipleopoda
Nursia hamipleopoda is een krabbensoort uit de familie van de Leucosiidae. De wetenschappelijke naam van de soort is voor het eerst geldig gepubliceerd in 1998 door Chen & Fang.